# Tafalisca pallidocincta
Tafalisca pallidocincta är en insektsart som först beskrevs av Kirby, W.F. 1890.  Tafalisca pallidocincta ingår i släktet Tafalisca och familjen syrsor. Inga underarter finns listade i Catalogue of Life.